# طبر
طبر، روستایی است از توابع بخش جلگه شوقان شهرستان جاجرم که در استان خراسان شمالی قرار دارد.

## جمعیت
این روستا در دهستان طبر قرار داشته و براساس سرشماری سال ۱۳۸۵جمعیت آن ۱۰۲۵نفر (۲۹۸
خانوار) بوده‌است.

## زبان
زبان مردم روستای طبر تاتی است. زبان تاتی رایج در روستای طبر بیش از آنکه به گویش شهرها و روستاهای تات‌نشین شهرستان جاجرم نزدیک باشد،‌ به زبان تاتی رایج در روستای فیروزه در جنوب بجنورد نزدیک است.

## موقعیت
طبر در ۵۰ کیلومتری جنوب غربی شهر بجنورد است. آثار تاریخی زیادی دراین روستا وجود دارد که نشان از قدمت طولانی به وجود آمدن این روستا دارد.

## اقتصاد
در این روستا بیشتر مردم به کشاورزی و دامداری مشغول می‌باشند و عمده محصول کشاورزی آن‌ها گندم، جو و انگور است. در این روستا چند چشمه و قنات وجود دارد که آب کشاورزی روستا را تأمین می‌کند. باغ‌های روستای طبر به چند قسمت تقسیم شده‌اند که هر قسمت نام مخصوص به خود را دارد. یک قسمت از این باغ‌ها که در جنوب روستا و در دامنهٔ رشته کوه سالوک قرار گرفته‌است «لق لق» نامیده می‌شود. باغ‌های لق لق از یک چشمه که در بلندترین نقطهٔ باغ‌ها قرار گرفته‌است سیراب می‌شوند. بخش دیگری از باغ‌ها که «ترنقی» نامیده می‌شوند در قسمت شمالی روستا قرار گرفته‌است.

## دیدنی‌ها
از سایر مناطق دیدنی طبر می‌توان به قلعه سنگینه و چنار خونی اشاره کرد. همچنین گورستان قدیمی واقع در کاریز (کهریز) هم نشان دهنده قدمت روستا است.